# Glenea quezonica
Glenea quezonica är en skalbaggsart som beskrevs av Hüdepohl 1996. Glenea quezonica ingår i släktet Glenea och familjen långhorningar.
Artens utbredningsområde är Filippinerna. Inga underarter finns listade i Catalogue of Life.